# Усадьба Расторгуевых — Харитоновых
Уса́дьба Расторгу́евых — Харито́новых (Дом Харитонова) — один из наиболее ценных архитектурных усадебно-парковых ансамблей в Екатеринбурге, памятник архитектуры федерального значения. Расположена на улице К. Либкнехта, дом 44, в центре города, на Вознесенской горке.

## История
Начала строиться одновременно с закладкой Вознесенской церкви в 1794—1795. Завершена к 1824 году. В строительстве принимал участие архитектор М. П. Малахов, есть предположения, что первоначальный автор проекта — Томмазо Адамини (1764—1828), приехавший в Россию в 1796 году и работавший под руководством Дж. Кваренги. В середине XIX века при усадьбе разбит сад.
Первоначально земельным участком владел губернский секретарь С. А. Исаков. В 1794 он приступил к строительству каменного дома, но в 1795 году умер. Купец Лев Иванович Расторгуев «недвижимое имение» приобрёл у вдовы С. А. Исакова (купчая от 18 декабря 1798 г.). К 1814 году Расторгуев воздвиг два дома, в том числе один флигель «глаголем» в два этажа с бельведером и оранжерею. В 1820 году в усадьбе были встроены ещё два флигеля по улице Вознесенской и так называемый «внутренний» флигель во дворе.
В соответствии с традициями усадебно-парковой архитектуры в этой усадьбе был устроен старообрядческий домовый храм. Над внутренним убранством храма работали невьянские иконописцы из мастерской Ивана Богатырева. В 1834 году молельня была опечатана властями и простояла под замком до 1918-1919 годов, когда была разграблена.
В 1823 году усадьба отошла к П. Я. Харитонову — зятю Расторгуева — и стала быстро расширяться, Харитонов скупил прилегающие участки и на 9 гектарах разбил «английский сад» с парковыми сооружениями. По другим данным, после 1808 года пустырь был примежеван к дому Расторгуевых. После 1824 года флигели были соединены одноэтажными переходами. К 1836 году выполнены украшения фасадов. Легенды сообщают о подвалах, где томились мятежники с заводов, о целой сети подземелий, расходящихся от дома во все стороны. После высылки в 1837 году Харитонова, по указу Императора, в Кексгольм, за зверское обращение с рабочими, усадьба опустела, затем некоторые помещения сдавались под квартиры и конторы.

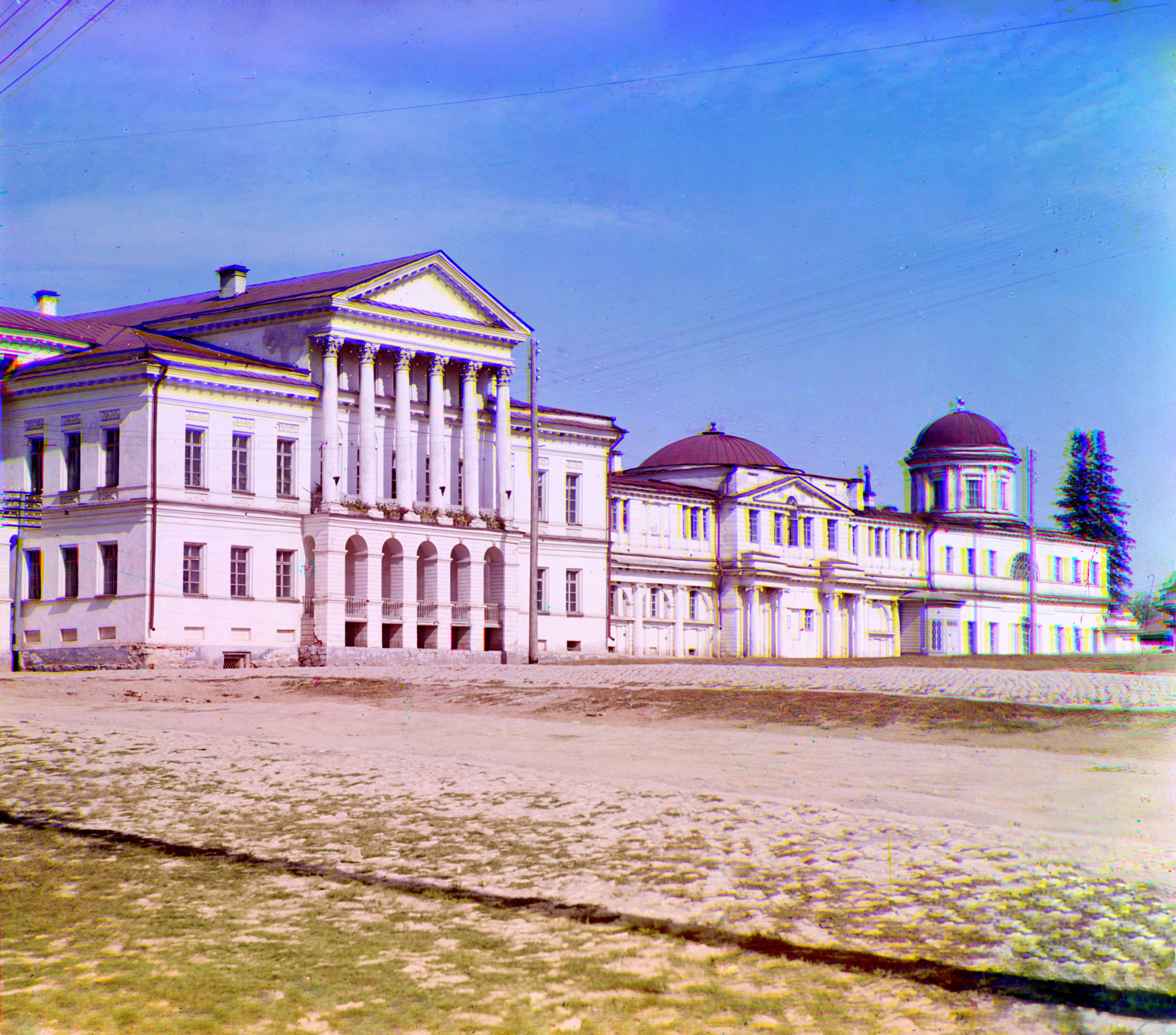
Вид на усадьбу в 1910 году

В годы революции здесь размещался отряд Красной гвардии, работал Урало-Сибирский коммунистический университет. В ноябре—декабре 1917 года в здании дворца проходили заседания первого областного съезда Социалистического союза рабочей молодёжи Урала, в честь этого события площадь перед дворцом названа Комсомольской.
В 1924 году в парке перед входом во дворец произошёл провал и открылся тоннель от дома к беседке-ротонде, которая стоит с правой стороны от главного входа в парк. Из ротонды выходят два хода, в восточную часть сада к куполообразному помещению, и к пруду, в подвалы беседки на острове. Наличие подземных ходов и помещений были обнаружены и по геофизическим исследованиям. Эти события подтвердили легенды о подземных ходах под усадьбой.
В 1935—1937 годах здание было капитально отремонтировано и передано Дворцу пионеров и школьников (ныне Дворец детского и юношеского творчества).
Летом 2000 года усадьбу попытались передать для резиденции полномочного представителя Президента РФ в УрФО П. М. Латышева (президент Путин 28 июля 2000 подписал соответствующий Указ), однако под давлением общественности (прежде всего родительского комитета Дворца творчества), усадьба передана не была. В рамках данных разбирательств уральский политик Антон Баков подал на Путина в суд. В книге 2016 г. «Демократия по-русски» Баков пишет: «Я даже судился с Владимиром Путиным (на что не многие в России решились бы) за Дворец творчества учащихся, так называемый Дворец Пионеров. Это одно из наиболее презентабельных зданий в Екатеринбурге, где в кружках занимались сотни школьников. И именно его президент в 2000 году решил отдать во владение своему тогдашнему полпреду Петру Латышеву для размещения в нём представительства президента. Я действовал сугубо по закону: я записал в один из кружков свою дочь, взял справку о том, что она член кружка, а потом как законный представитель несовершеннолетней девочки обратился в Верховный суд с просьбой отменить соответствующий пункт решения президента. Мне ответили, что поскольку указ опубликован в сборнике нормативных актов, то вопрос не подлежит рассмотрению в Верховном суде. Тогда я направился в Конституционный суд, где мы с представителем президента достигли соглашения: дворец остался у детей, а полпредство начало строительство помпезного здания в другом месте — на берегу Исети».
В 2023 году на здании усадьбы была установлена мемориальная доска императору Александру I. Он стал первым главой государства, который посетил Екатеринбург — в 1823 году он жил в здании усадьбы с 25 по 28 сентября. После его визита в Екатеринбурге наименования получили Александровский проспект и Царский мост.

## Современное состояние

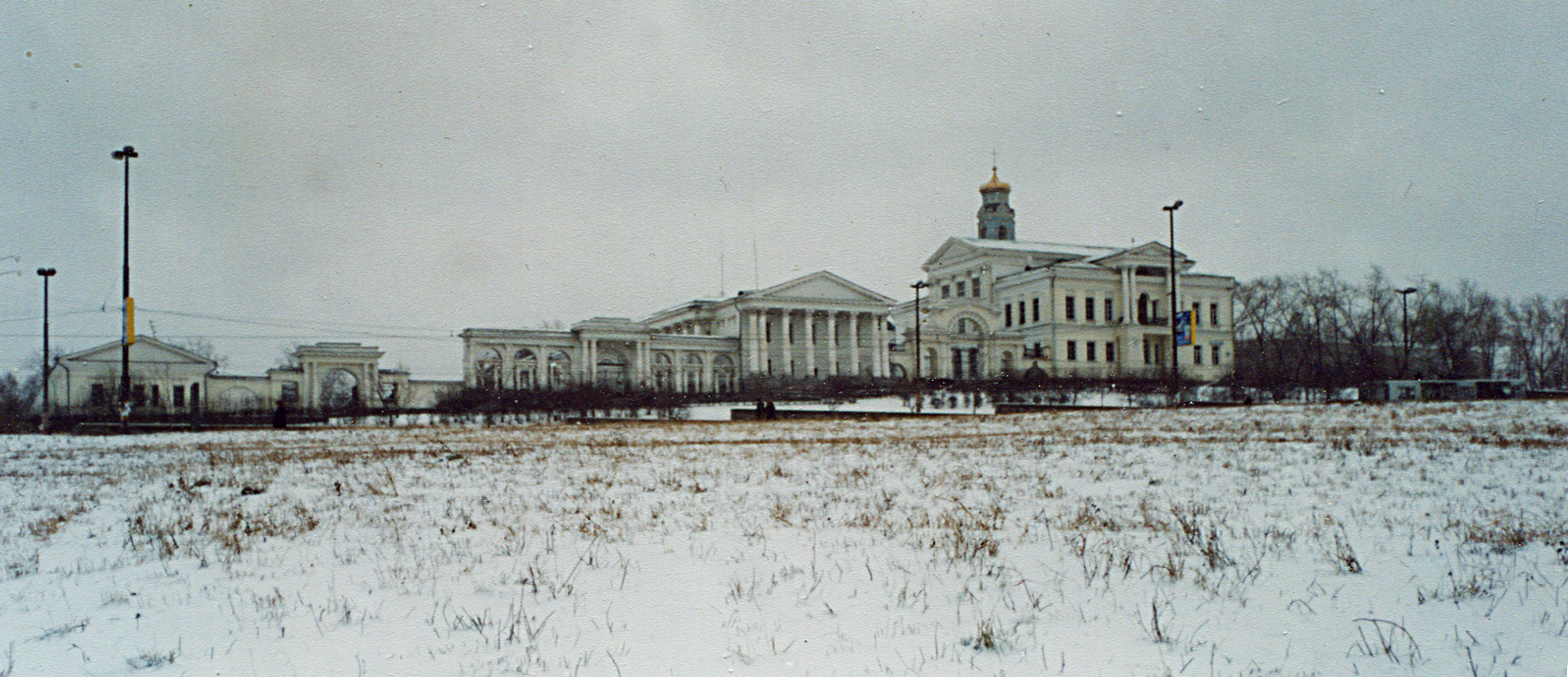
Вид на усадьбу со стороны пустыря, оставшегося после сноса Ипатьевского дома и окружающей застройки. 2002

В настоящее время комплекс усадьбы находится в неудовлетворительном состоянии. Фасад, видимый с улицы Карла Либкнехта, был обновлён к саммиту ШОС в 2009 году, однако дворовый фасад и интерьеры находятся в аварийном состоянии — отпадает штукатурка, слезает краска. В результате проверок прокуратуры и областного министерства культуры были выявлены многочисленные нарушения в эксплуатации зданий усадьбы. В апреле 2013 года заместителем генерального прокурора Юрием Пономарёвым была взята под контроль деятельность директора филиала Агентства по управлению и использованию памятников истории и культуры по Уральскому федеральному округу Дмитрия Макарова, в чьей ответственности находится состояние усадьбы. При этом на территории усадьбы уже несколько лет ведётся незаконное строительство кирпичного здания вплотную к историческим постройкам.
Летом 2020 года пресса сообщила о неопределённости дальнейшей судьбы объекта из-за истечения срока договора аренды.

## Описание

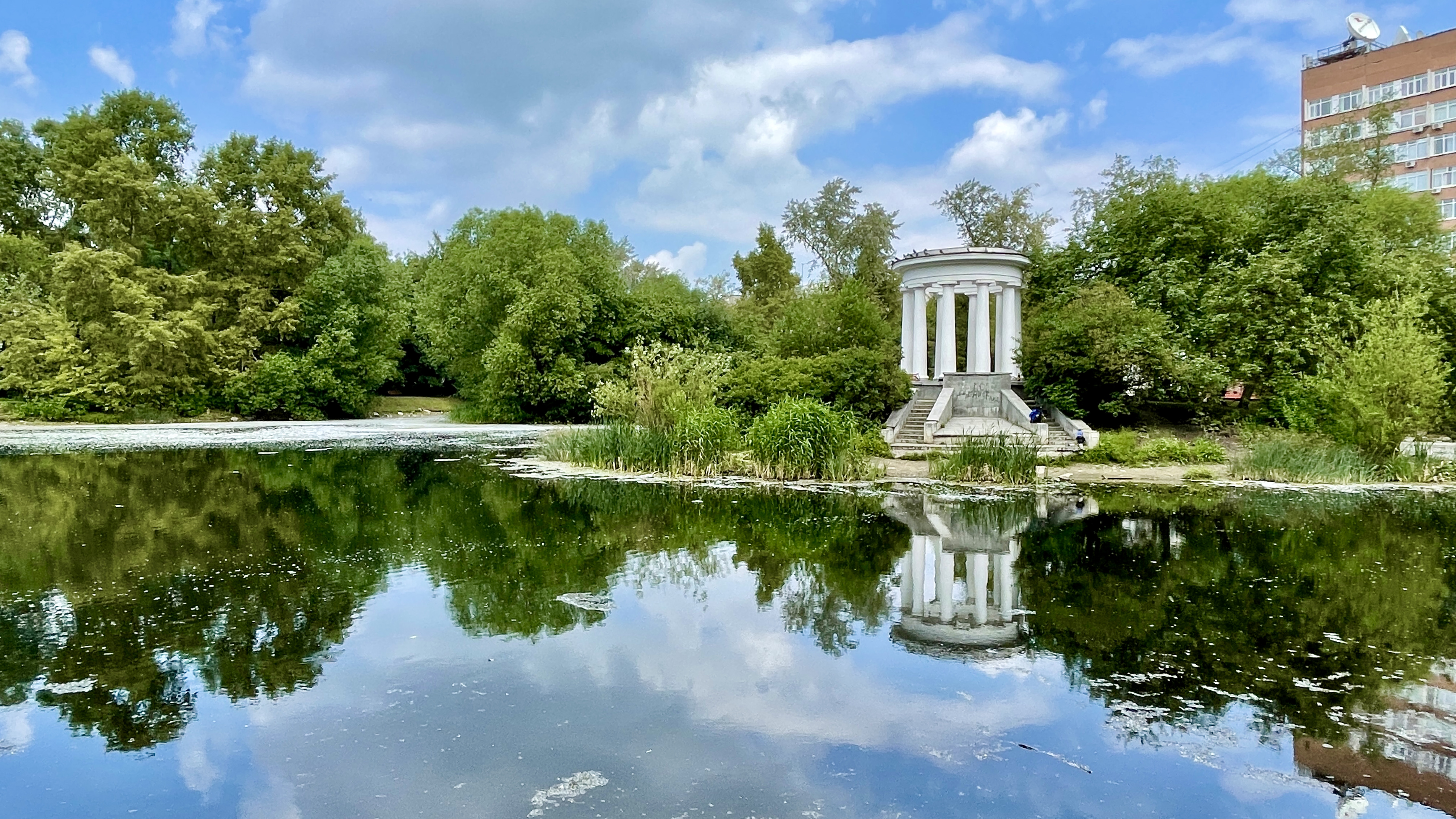
Пруд и ротонда в парке «Харитоновский сад»

Усадьба — типичный образец городских усадеб первой трети XIX века в стиле классицизма. Композиция её асимметрична, угловое положение главного дома придаёт ей представительный вид с городских улиц. Парк при усадьбе расположен позади дома, имеет искусственное озеро с ротондой на острове. Главные аллеи образуют трёхлучие, в фокусе которого и стоит ротонда. Некоторые лиственницы и липы в нижней части парка имеют возраст св. 200 лет и являются самыми старыми деревьями в городе.
К усадьбе примыкает парк Харитоновский сад, один из самых больших парков Екатеринбурга.

## Легенды
Одна легенда гласит, что в подземелье Расторгуев устроил молельни для староверов, которым в то время запрещалось строить церкви. Он сам был старовером, хранил в доме старообрядческие книги и иконы. Десятки раскольников приходили по ночам в дом Расторгуева, чтобы отправлять там свои богослужения. Если к дому приближались посторонние, то купец предупреждал своих гостей, и они уходили из подземелья через потайной выход в глухом месте.
По воспоминания внука Льва Ивановича Расторгуева и версии уральского писателя К. В. Боголюбова, автор первоначального проекта отыскался в Тобольской каторге. Расторгуев обещал выхлопотать ему помилование после окончания работ, но обещания своего не сдержал. Узник был вновь водворён в Тобольский острог и вскоре повесился там, но перед этим проклял и своё прекрасное детище, и весь расторгуевский род. Это обстоятельство, по словам потомков Расторгуева, послужило причиной многих несчастий.
Ещё одна легенда гласит о том, что дочь Расторгуева из-за неразделённой любви утопилась в парковом пруду. На самом деле обе дочери Расторгуева ещё долго жили после ссылки своих мужей в Кексгольм.

## В литературе
Об усадьбе писали Д. Н. Мамин-Сибиряк (в романе «Приваловские миллионы»), А. Н. Толстой (рассказ «Харитоновское золото») и др.
Эпизод 2000 года с попыткой передачи усадьбы под резиденцию полпреда описан в документальной книге А. В. Иванова «Ёбург» (2014) и в книге В. П. Крапивина «Семь фунтов брамсельного ветра» (2003).

## Галерея

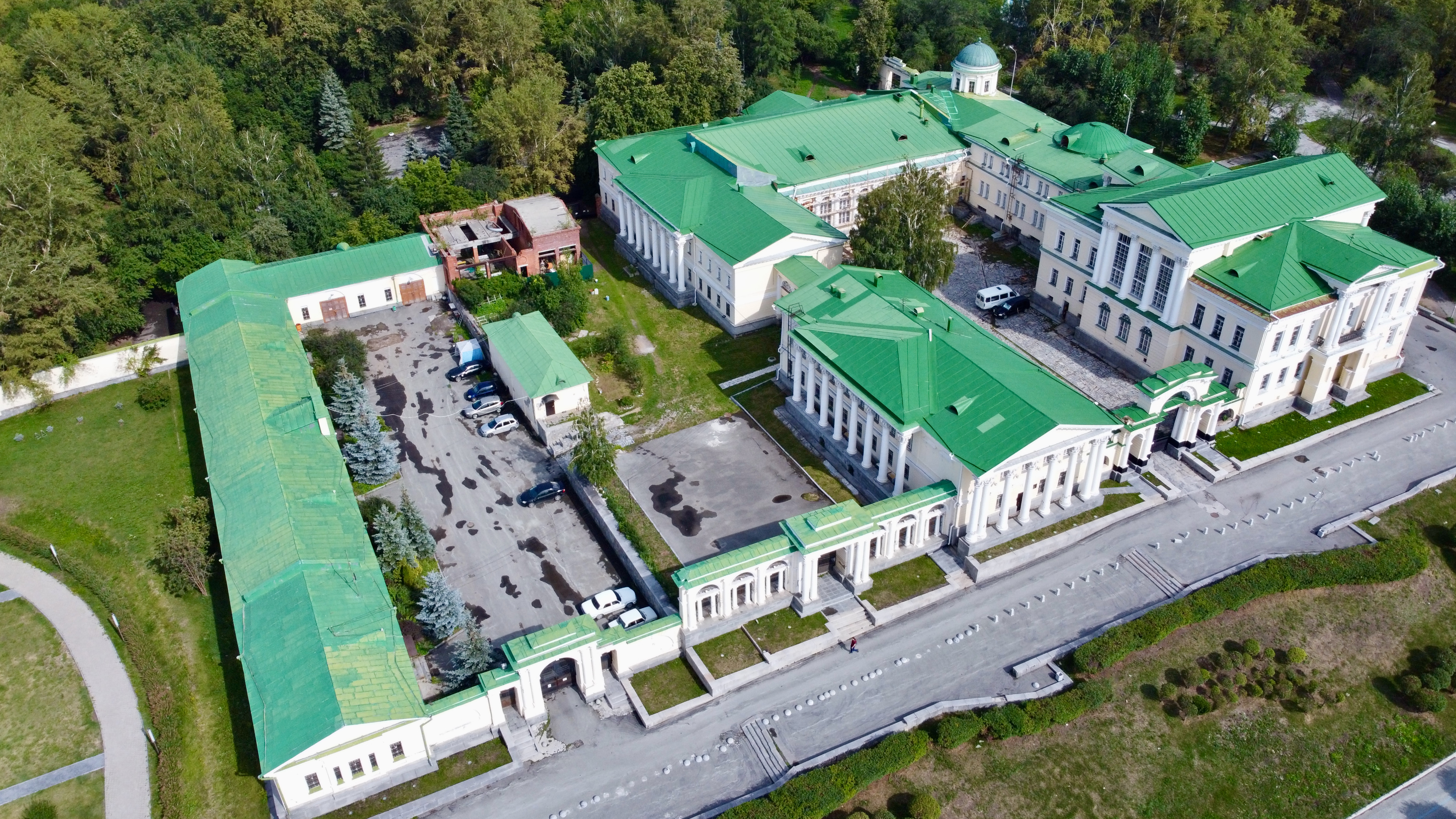
Вид на усадьбу
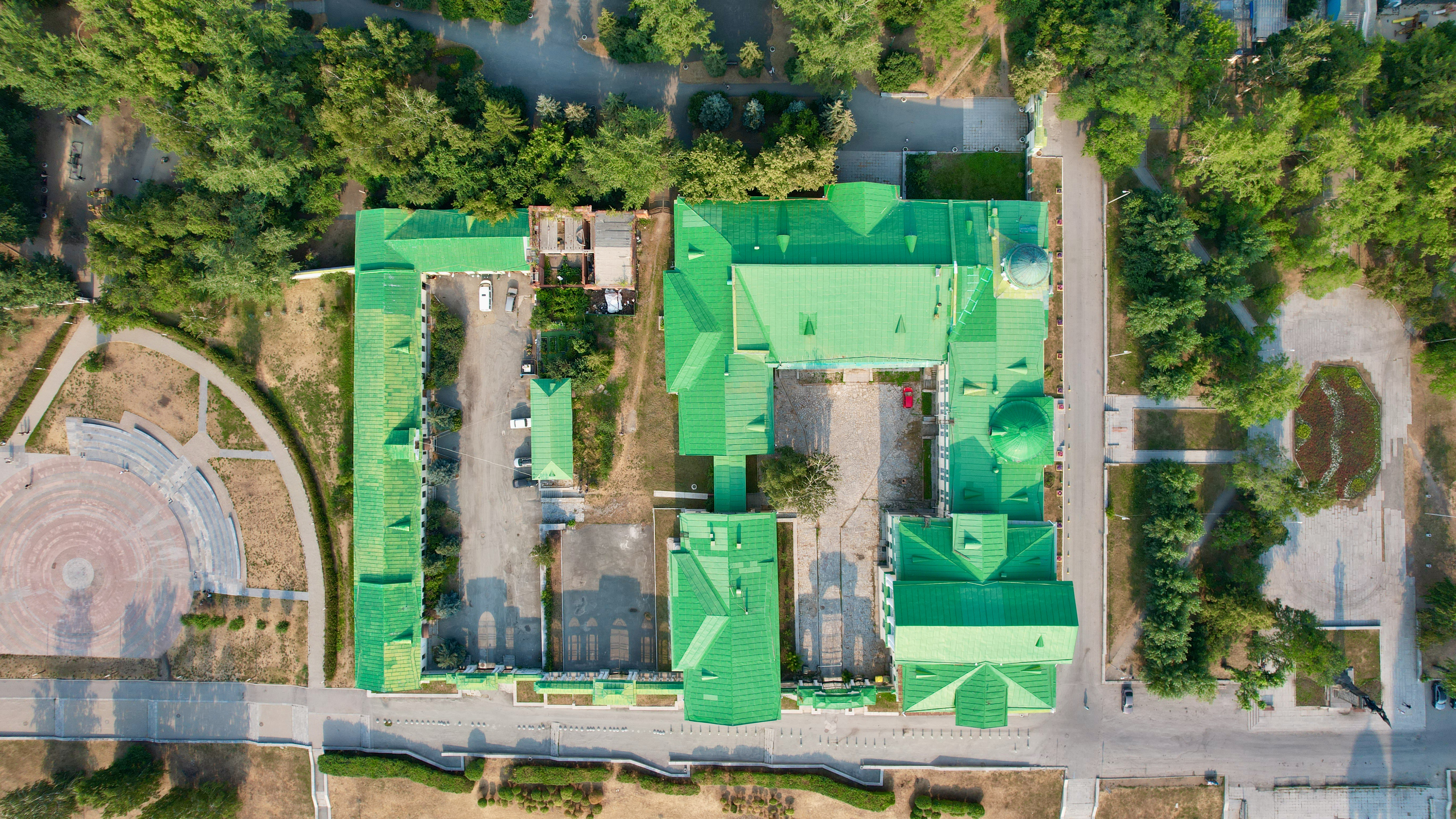
Вид с высоты
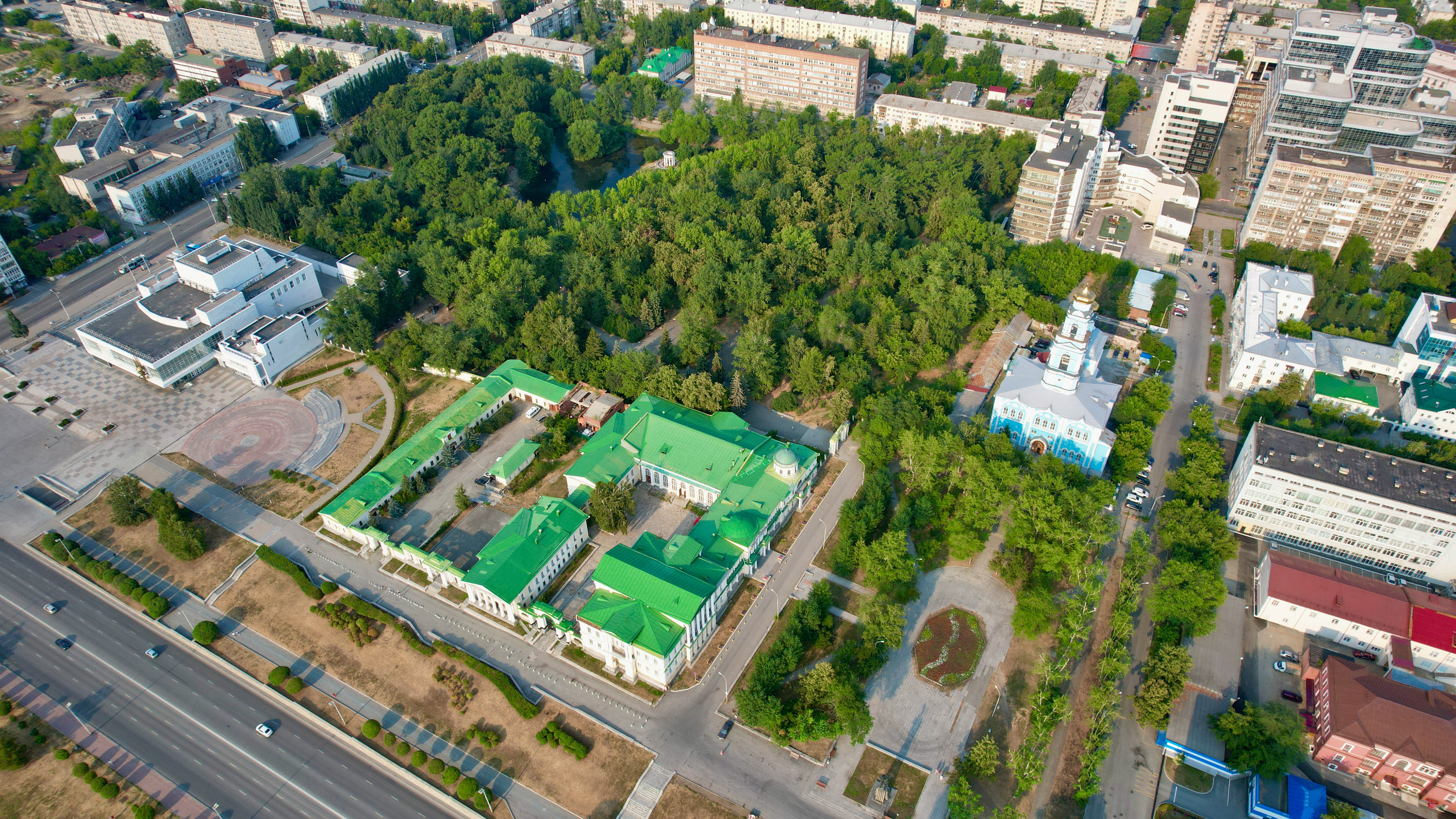
Харитоновский сад
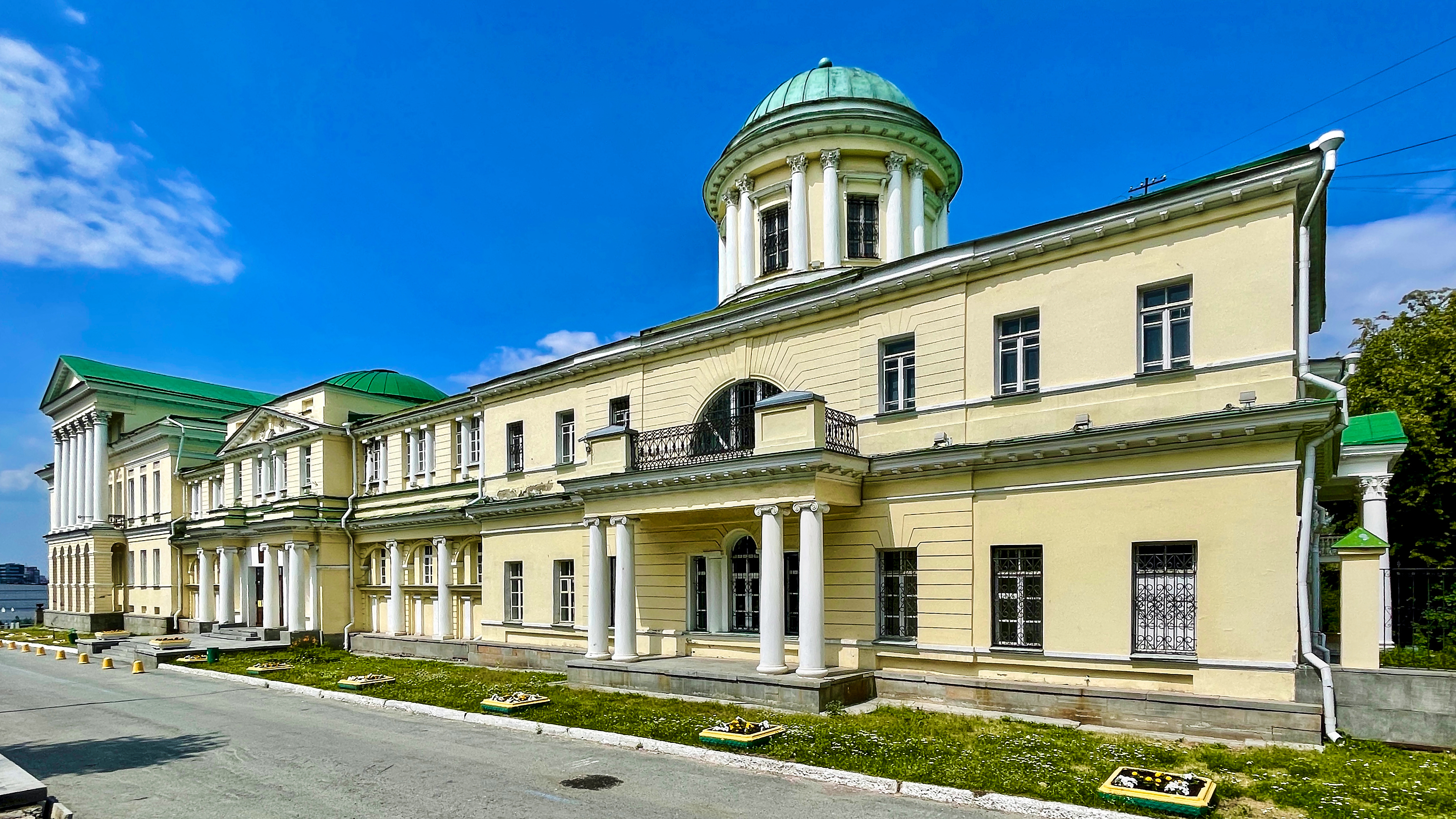
Южный фасад
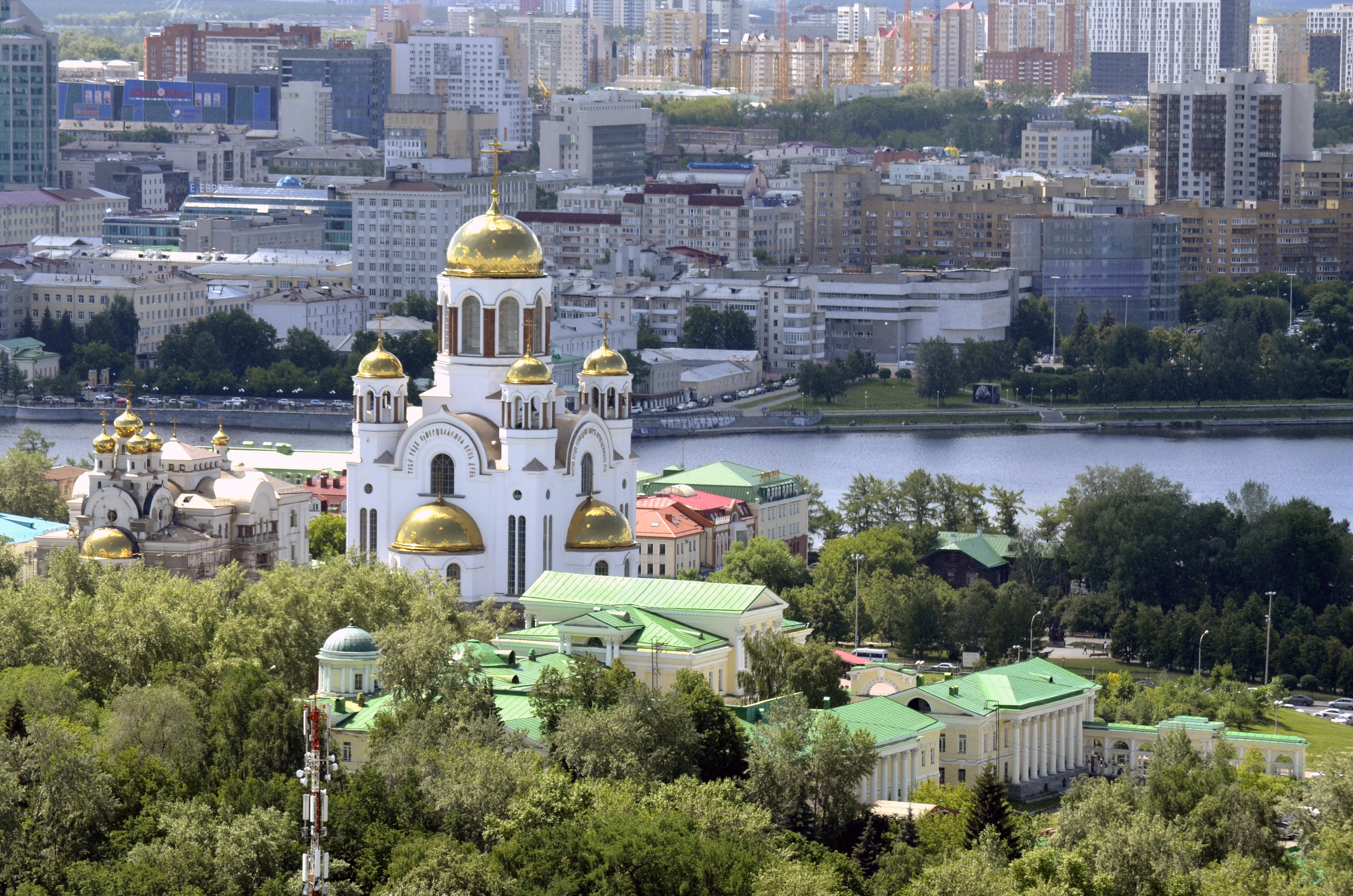
Вид с востока
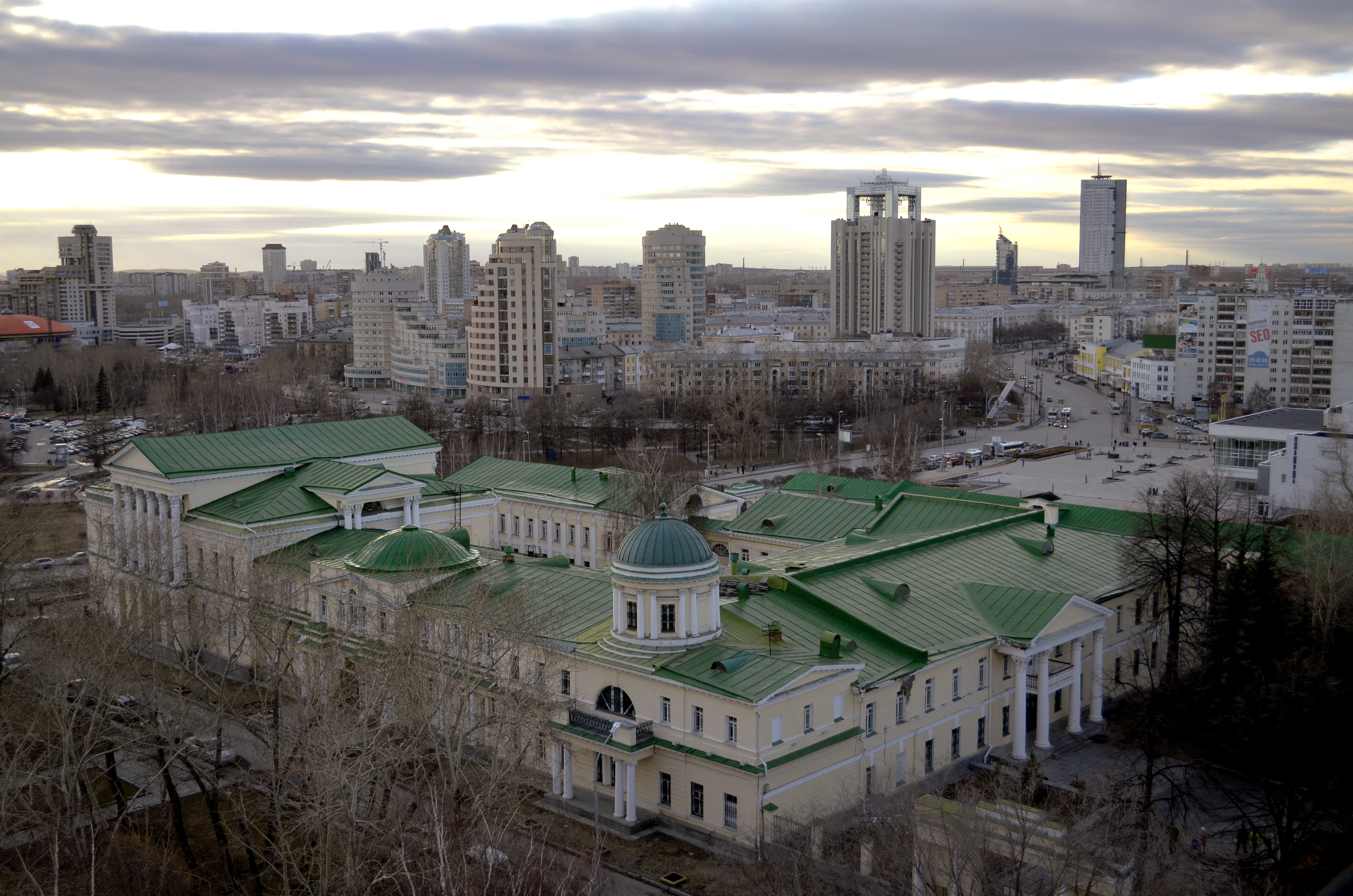
Вид с юго-восточной стороны
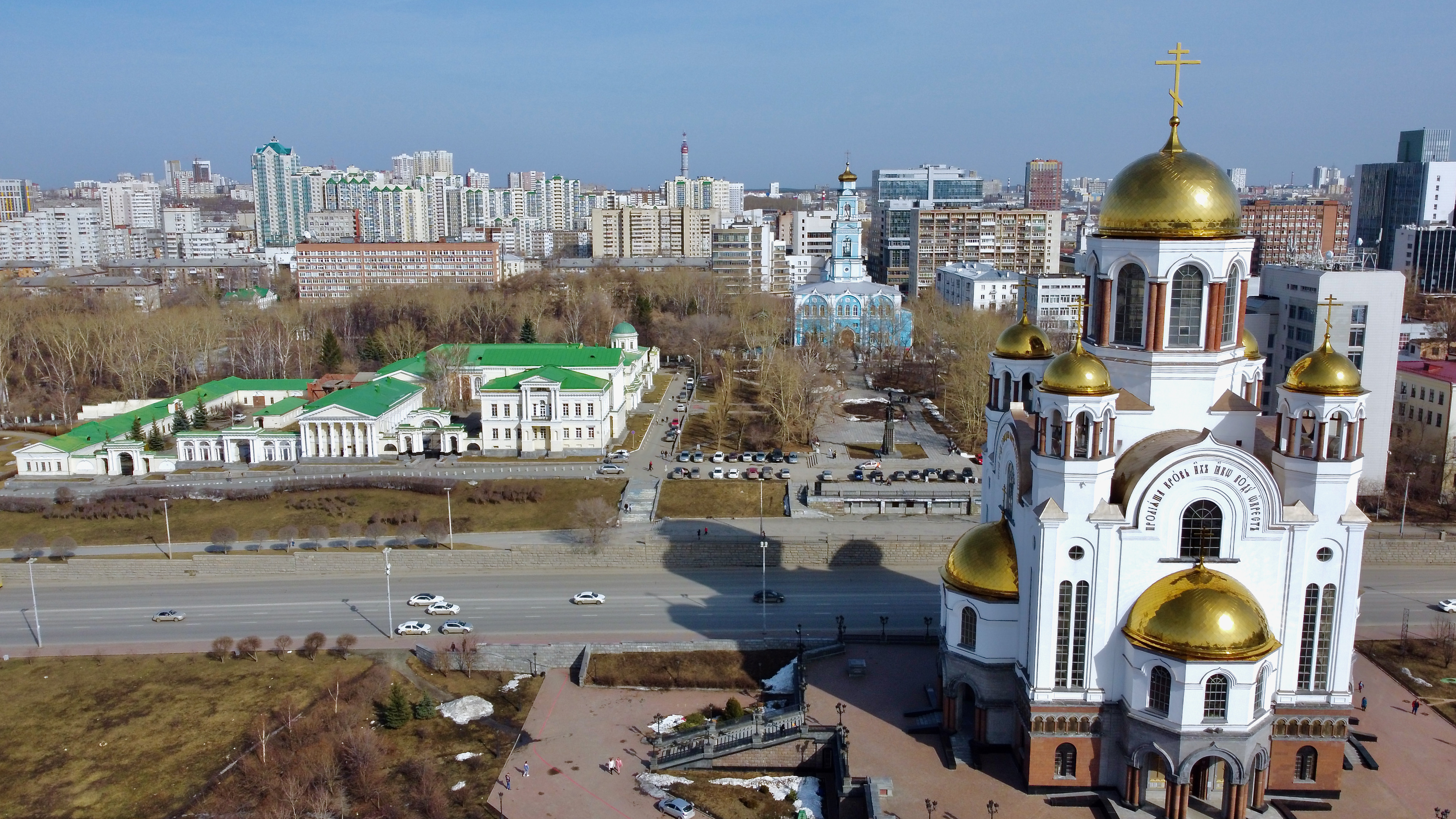
Ансамбль Вознесенской горки
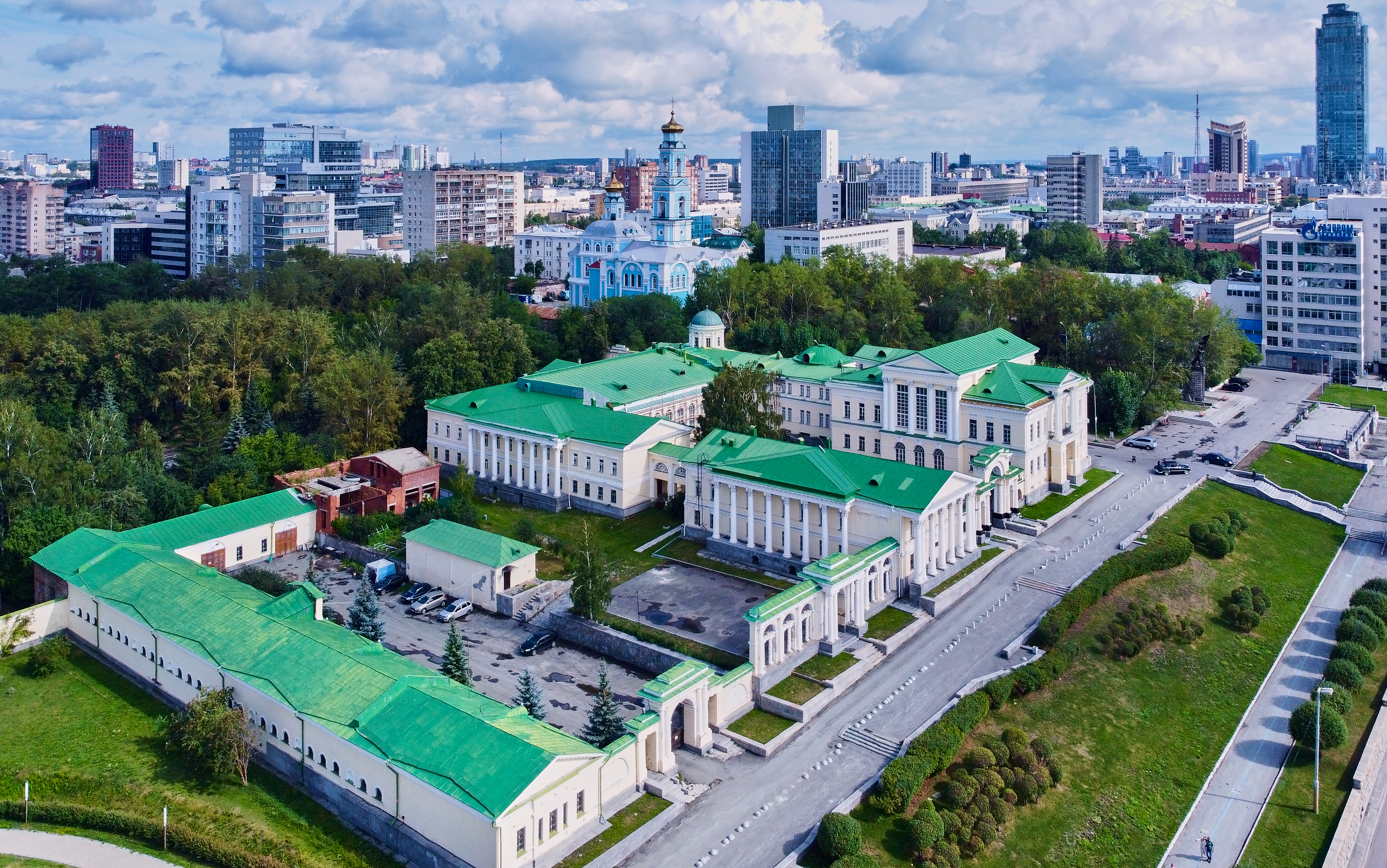
Ансамбль Вознесенской горки
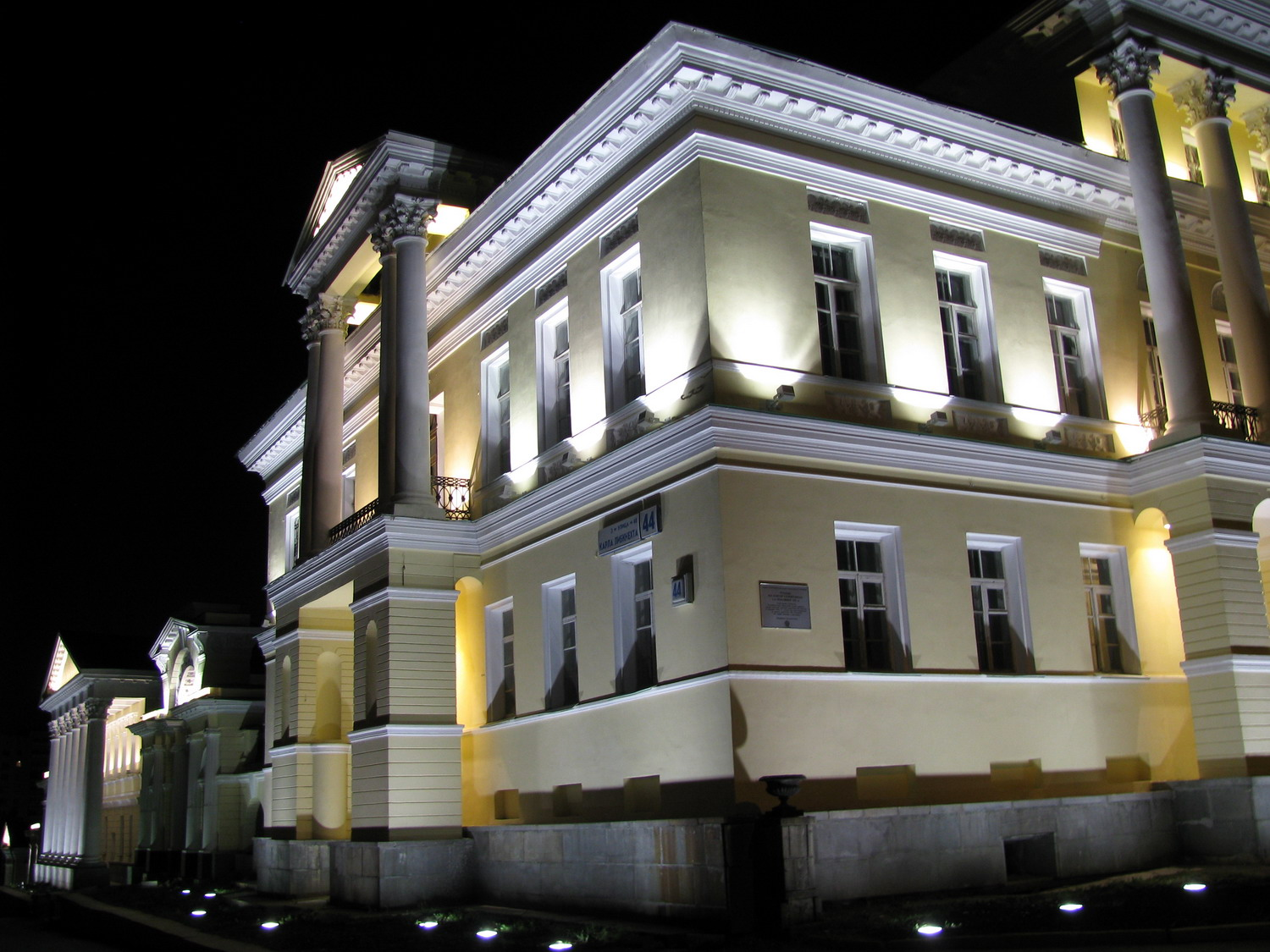
Главный дом с подсветкой
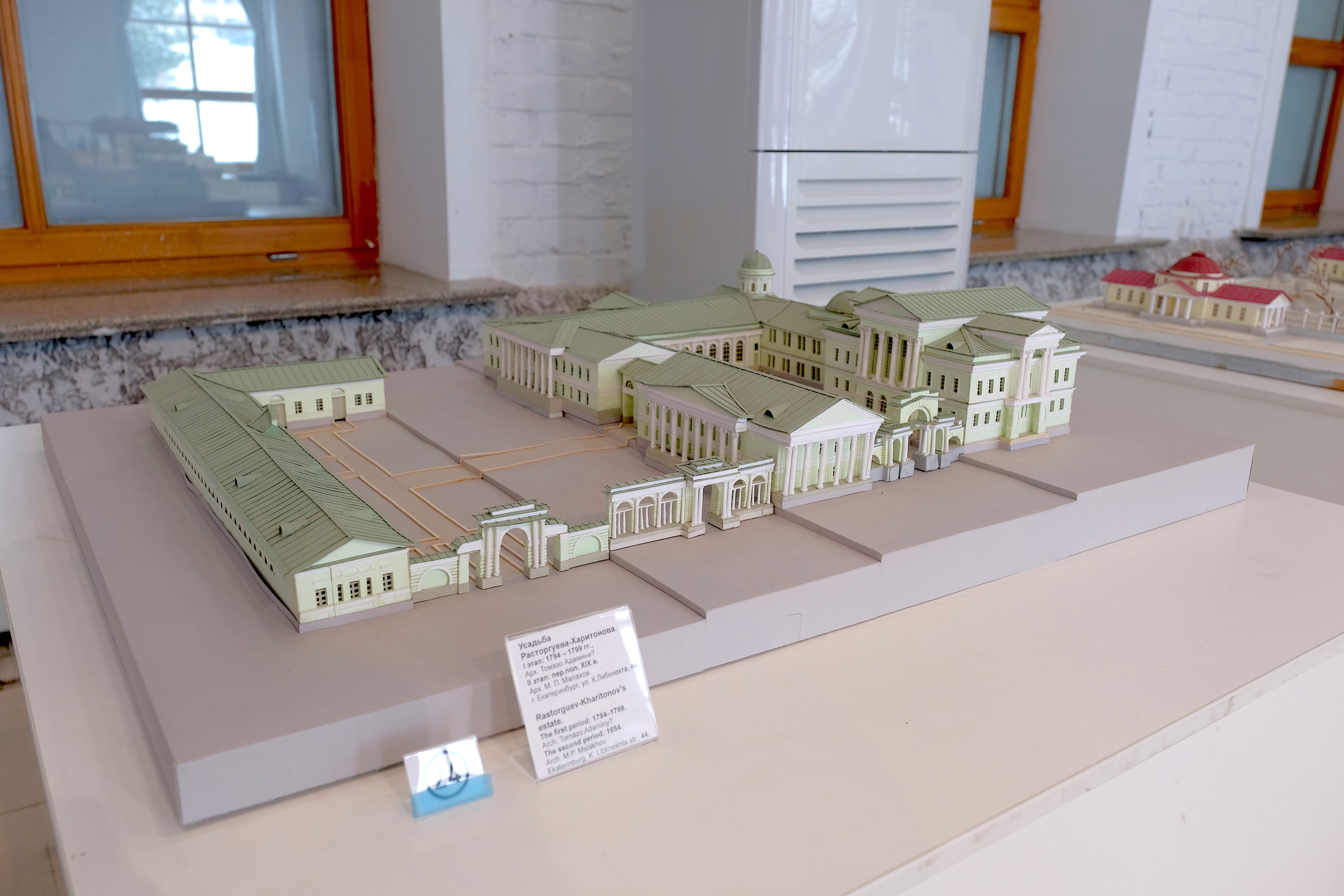
Макет усадьбы в музее УрГАХУ